# 고대 그리스의 비극

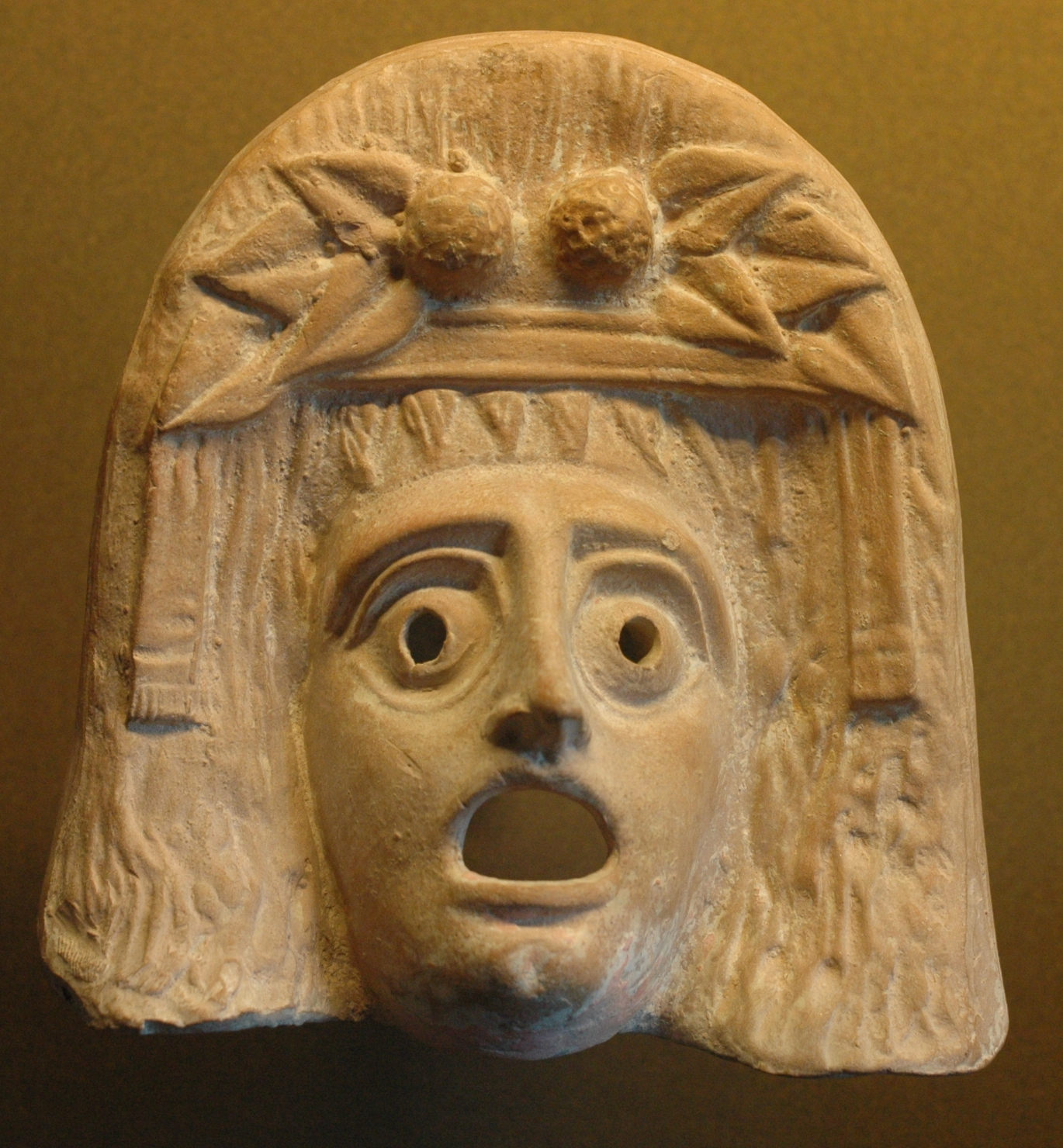
기원전 200년경 – 기원전 1년경 고대 그리스의 미리나에서 발견된 디오니소스의 가면, 현재 루브르 박물관 소장

그리스 비극(고대 그리스어: τραγῳδία)은 고대 그리스와 그리스인이 거주했던 아나톨리아에서 유래한 세 가지 주요 연극 장르 중 하나로, 희극과 사티로스극과 함께 한다. 그리스 비극은 기원전 5세기 아테나이에서 가장 중요한 형태로 발전했으며, 이 시기의 작품들을 때로는 아티카 비극이라고 부르기도 한다.
그리스 비극은 와인과 연극의 신인 디오니소스를 기리는 고대 의식의 연장선으로 널리 알려져 있으며, 고대 로마와 르네상스 시대의 연극에 큰 영향을 미쳤다. 비극의 줄거리는 대개 고대 서사시의 구전 전통에서 유래한 신화를 기반으로 했다. 그러나 비극 연극에서는 이러한 서사들이 배우들에 의해 공연되었다. 가장 칭송받는 그리스 비극 작가로는 아이스킬로스, 소포클레스, 에우리피데스가 있다. 이들 비극 작가들은 주로 관객과 소통하는 방식뿐만 아니라 관객을 연극 속으로 끌어들이는 방식으로 인간 본성의 다양한 주제를 탐구했다.

## 어원

### 아리스토텔레스 가설
비극이라는 단어의 기원은 고대부터 논의의 대상이었다. 이 문제에 대한 주요 지식원은 아리스토텔레스의 시학이다. 아리스토텔레스는 오늘날 학자들이 접근할 수 없는 아티키 지역의 연극 공연에서 직접 문헌을 수집할 수 있었다. 따라서 그의 증언이 일부 지점에서 의심받을 여지가 있더라도, 그의 작품은 고대 비극 연구에 귀중하다.
아리스토텔레스에 따르면, 비극은 디오니소스를 기리는 춤과 함께 불린 고대 그리스의 찬가인 사티로스 디티람보에서 진화했다. τραγῳδία라는 용어는 "염소"를 뜻하는 τράγος와 "노래"를 뜻하는 ᾠδή에서 유래하여 "염소의 노래"를 의미하며, 사티로스 합창단을 지칭한다. 다른 사람들은 이 용어가 전설적인 테스피스(영어 thespian의 어원)가 염소를 상으로 걸고 첫 비극 경연에 참가했을 때 생겨났다고 주장한다(그 결과 비극이 됨).

### 알렉산드리아 가설
알렉산드리아 문법학자들은 τραγῳδία라는 용어를 "염소 희생을 위한 노래" 또는 "염소를 위한 노래"로 이해했으며, 호라티우스의 시학이 증명하듯이 이 동물이 경주에서 상이었다고 믿었다.
비극 시로 처음 기량을 시험한 시인은 보잘것없는 염소를 상으로 삼고, 곧이어 벌거벗은 야생 사티로스를 보여주며, 비극의 엄숙함을 유지하면서도 혹독한 조롱을 시도했다.— 호라티우스, 시학 220 (스마트 & 버클리 번역).

### 기타 가설

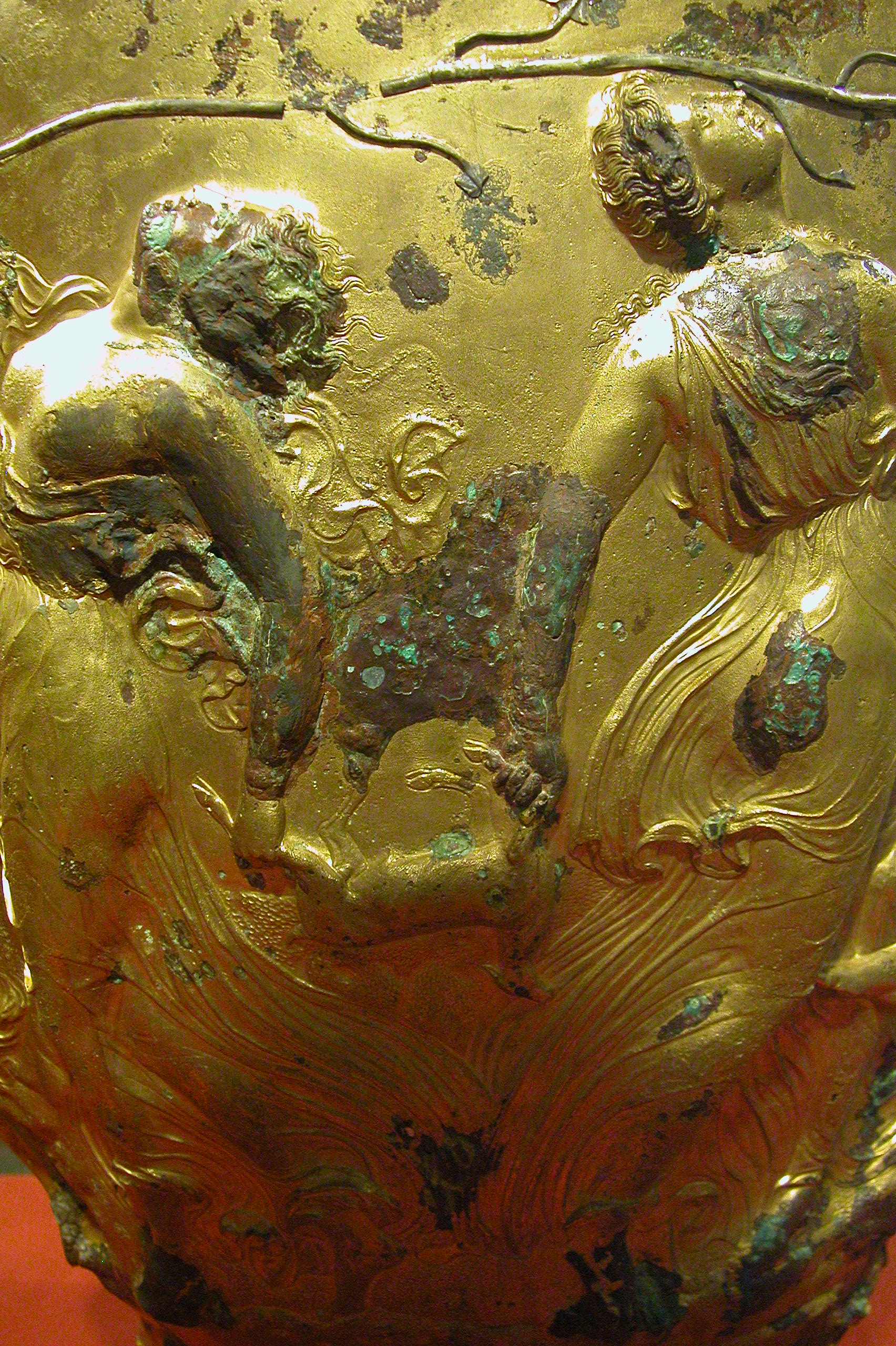
마이나스들이 춤을 추며 희생양 또는 어린 염소를 바치는 모습

비극이라는 단어에 대한 다른 어원학적 제안들도 있다. 옥스포드 영어사전은 "염소 노래"에 대한 일반적인 언급에 다음과 같이 덧붙인다.
이 이름의 이유에 대해서는 많은 이론이 제시되었으며, 일부는 '염소'와의 연관성을 아예 부정하기도 한다.
J. 윙클러는 "비극"이 "청소년 목소리 변화"를 의미하는 희귀 단어 트라기제인(τραγίζειν)에서 유래했을 수 있으며, 이는 원래 가수들이 "사회적 사춘기를 겪는 이들의 대표자"였다는 의미라고 제안했다.
 반면 다미코는 트라기오이디아(tragoidía)가 단순히 "염소의 노래"를 의미하는 것이 아니라, 첫 번째 디오니소스 의식의 사티로스 합창단을 구성했던 인물들을 의미한다고 주장한다.
다른 가설로는 비극을 맥주에 대한 찬가로 정의하는 어원이 포함된다. 제인 엘렌 해리슨은 포도주(부유층의 음료)의 신 디오니소스에 앞서 실제로 맥주(노동 계층의 음료)의 신 디오니소스가 있었다고 지적했다. 아테네 맥주는 그리스어로 '트라고스'인 보리의 발효로 얻어졌다. 따라서 이 용어는 원래 "스펠트밀에 대한 찬가"를 의미했을 가능성이 높으며, 나중에 같은 이름의 다른 의미로 확장되었다. 그녀는 다음과 같이 썼다.
"비극은 '염소 노래'가 아니라 곡물의 '수확 노래'라고 생각한다.
스펠트밀의 일종인 '염소'."

## 진화

### 기원
그리스 비극의 기원은 고전학의 미해결 문제 중 하나이다. 루스 스코델은 증거 부족과 자료의 신뢰성 의심으로 인해 비극의 기원에 대해 거의 알지 못한다고 언급한다. 하지만 R.P. 위닝턴-잉그램은 다른 장르의 다양한 영향을 쉽게 추적할 수 있다고 지적한다. 비극이 다루는 이야기는 서사시와 그리스 서정시에서 비롯되었고, 그 운율인 이암 삼보격은 솔론의 정치적 수사에 많은 영향을 받았으며, 합창곡의 방언, 운율, 어휘는 합창 서정시에서 유래한 것으로 보인다. 그러나 이들이 어떻게 서로 연관되게 되었는지는 여전히 미스터리이다.

문제에 대해 추측하면서, 스코델은 다음과 같이 썼다. 

우리가 아는 비극이 존재하기 위해서는 세 가지 혁신이 일어났어야 한다. 첫째, 누군가가 화자와 합창단을 결합하고 화자와 합창단 모두를 전설이나 역사 속 이야기의 등장인물로 변장시켜 새로운 형태의 공연을 만들었다. 둘째, 이 공연은 아테네의 도시 디오니소스제의 일부가 되었다. 셋째, 공연이 어떻게 관리되고 비용이 지불될지 규정이 정의되었다. 이 모든 것이 동시에 일어났을 가능성도 이론적으로는 있지만, 그럴 가능성은 낮다.

### 디티람보에서 드라마로

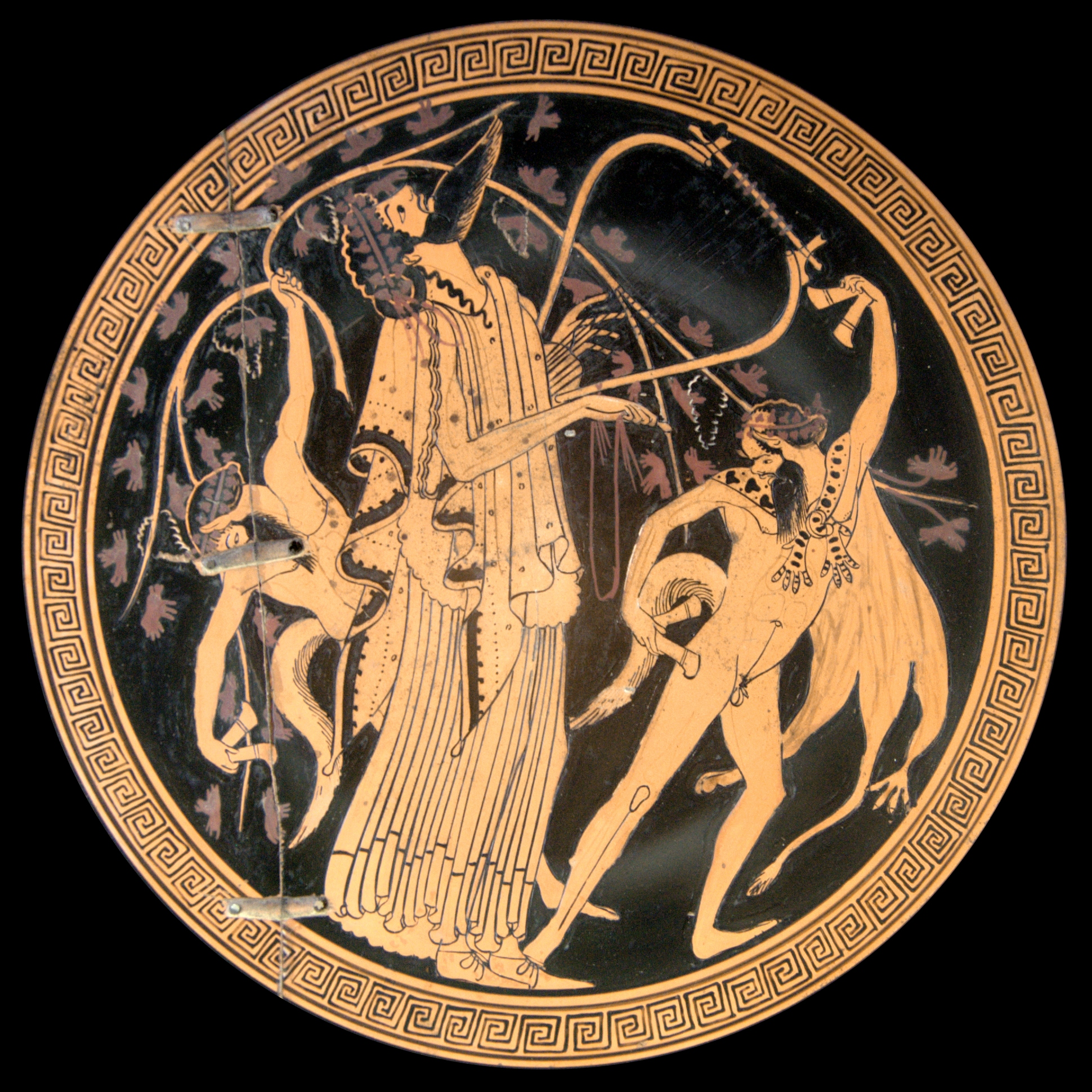
디오니소스와 사티로스들이 둘러싸고 있다. 아티카 적회식 잔 내부, 기원전 480년.

아리스토텔레스는 『시학』에서 처음에는 비극이 디오니소스를 기리는 찬가인 "디티람보를 이끌던 이들에 의한" 즉흥극이었다고 썼다. 이것은 사티로스극의 요소를 포함하고 있었기 때문에 짧고 익살스러운 어조였다. 점차 언어는 더 진지해지고 운율은 트로카이아 테트라미터에서 더 산문적인 이암 삼보격으로 변했다. 헤로도토스의 역사와 이후의 자료들에 따르면, 서정 시인 메팀나의 아리온이 디티람보의 발명가라고 전해진다. 디티람보는 원래 즉흥적으로 연주되었지만, 나중에 공연 전에 기록되었다. 최대 50명의 남성과 소년으로 구성된 그리스 합창단은 원을 그리며 춤추고 노래했으며, 아마도 아울로스의 반주에 맞춰 디오니소스의 삶에서 일어난 어떤 사건과 관련된 이야기를 했을 것이다.
학자들은 디티람보가 비극으로 변한 방식에 대해 여러 제안을 내놓았다.
"누군가, 아마도 테스피스가 구어체 시와 합창곡을 결합하기로 결정했다. ... 비극이 발전하면서 배우들은 서로 더 많이 상호작용하기 시작했고, 합창단의 역할은 작아졌다." 스코델은 다음과 같이 언급한다.

그리스어로 "배우"는 "응답자" 또는 "해석자"를 의미하는 hypocrites이지만, 그 단어가 언제 사용되었는지 알 수 없으므로 비극의 기원에 대해 어떤 것도 알려줄 수 없다.

또한, 이스터링은 다음과 같이 말한다. 
'hypokrites'가 '응답자'를 의미한다는 주장에 ... 많은 근거가 있다. 그는 합창단의 질문에 답하고 그들의 노래를 유도한다. 그는 자신의 상황에 대한 긴 연설로 답하거나, 메신저로 등장할 때 재앙적인 사건에 대한 이야기로 답한다. ... 자연스럽게, 지도자가 배우로 변모하는 것은
합창단의 드라마화를 수반했다.

### 첫 비극들
전통적으로 테스피스가 연극에서 처음으로 인물을 연기한 사람으로 알려져 있다. 이는 기원전 534년 페이시스트라토스가 제정한 디오니소스제 기간에 일어났다. 그의 비극에 대해서는 합창단이 여전히 사티로스로 구성되어 있었고, 아리스토텔레스에 따르면 그가 첫 번째 드라마 경연에서 우승했으며, 자신으로서 말하기보다는 인물을 연기한 첫 번째 배우(ὑποκριτής)였다는 것 외에는 거의 알려진 바가 없다. 게다가 기원후 4세기 작가인 데미스티우스는 테스피스가 서론뿐만 아니라 대사(ῥῆσις)도 발명했다고 전한다. 당시의 다른 극작가로는 아마도 160편의 비극(13승)을 쓴 코이릴로스와 50편의 작품을 썼으며 그 중 32편이 사티로스극인 프라티나스가 있다. 우리는 이 작품들에 대한 기록이 제목 외에는 거의 없다. 이 시기에는 사티로스극이 비극과 함께 공연되었다. 프라티나스는 기원전 499년부터 아이스킬로스와 확실히 경쟁했다.
다른 극작가는 프리니코스였다. 아리스토파네스는 그의 희곡에서 그를 칭찬한다. 예를 들어, 『장수들』에서는 그를 테미스토클레스와 가까운 급진적 민주주의자로 묘사한다. 프리니코스는 이암 삼보격 대사를 도입하고 처음으로 여성 캐릭터를 포함시킨 것 외에도 비극 장르에 역사적 내용을 도입했다(예: 『밀레토스의 함락』). 그가 경연에서 첫 우승을 한 것은 기원전 510년이었다. 이 시기에 희곡을 삼부작으로 구성하는 것이 시작되었다.

### 아이스킬로스: 규범화

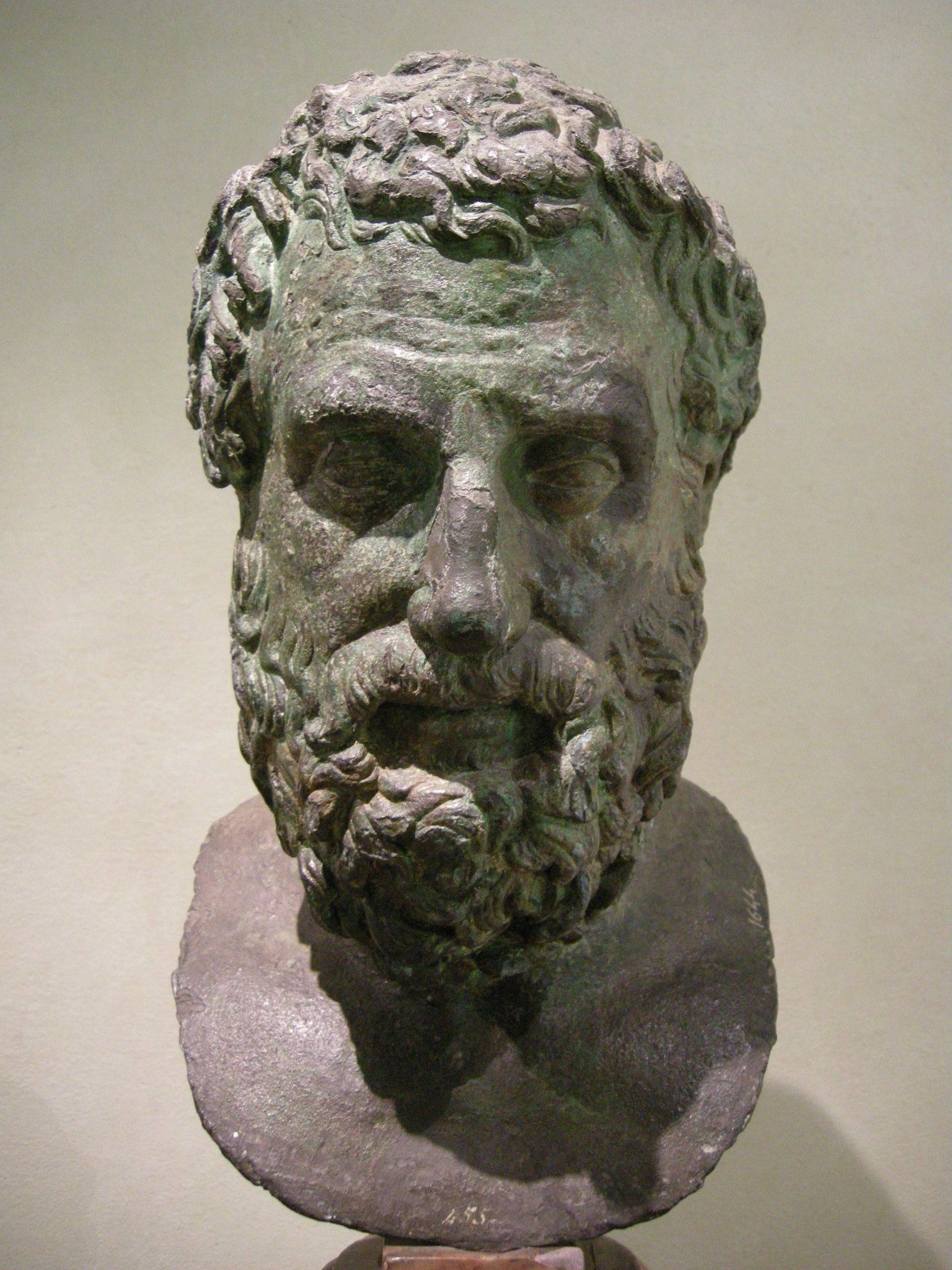
아이스킬로스

아이스킬로스는 비극 드라마의 기본적인 규칙을 확립했다. 그는 하나의 긴 이야기를 담은 세 편의 비극 시리즈인 삼부작을 발명하고, 두 번째 배우를 도입하여 갈등의 극화가 가능하도록 한 것으로 알려져 있다. 삼부작은 해가 뜨는 시간부터 해가 지는 시간까지 하루 종일 순서대로 공연되었다. 마지막 연극이 끝난 후, 비극의 사건들로 인해 우울해진 관객들의 기분을 북돋기 위해 사티로스극이 공연되었다.
아이스킬로스의 작품에서 초기 비극과 후기 비극을 비교하면 대화, 대조, 연극적 효과 등 비극 드라마의 요소들이 진화하고 풍부해지는 것을 볼 수 있다. 이는 나이든 아이스킬로스가 다른 극작가들, 특히 세 번째 배우를 도입하고 줄거리 복잡성을 증가시키며 관객이 공감할 수 있는 더 인간적인 인물들을 개발한 젊은 소포클레스와 경쟁했기 때문이다.
아이스킬로스는 소포클레스의 혁신에 최소한 부분적으로는 수용적이었지만, 매우 엄격한 도덕성과 매우 강렬한 종교성을 고수했다. 예를 들어, 아이스킬로스의 작품에서는 제우스가 항상 윤리적 사고와 행동의 역할을 한다. 음악적으로 아이스킬로스는 고졸기에 발전한 노모이(nomoi), 즉 리듬적이고 멜로디적인 구조에 충실했다.

### 소포클레스의 개혁

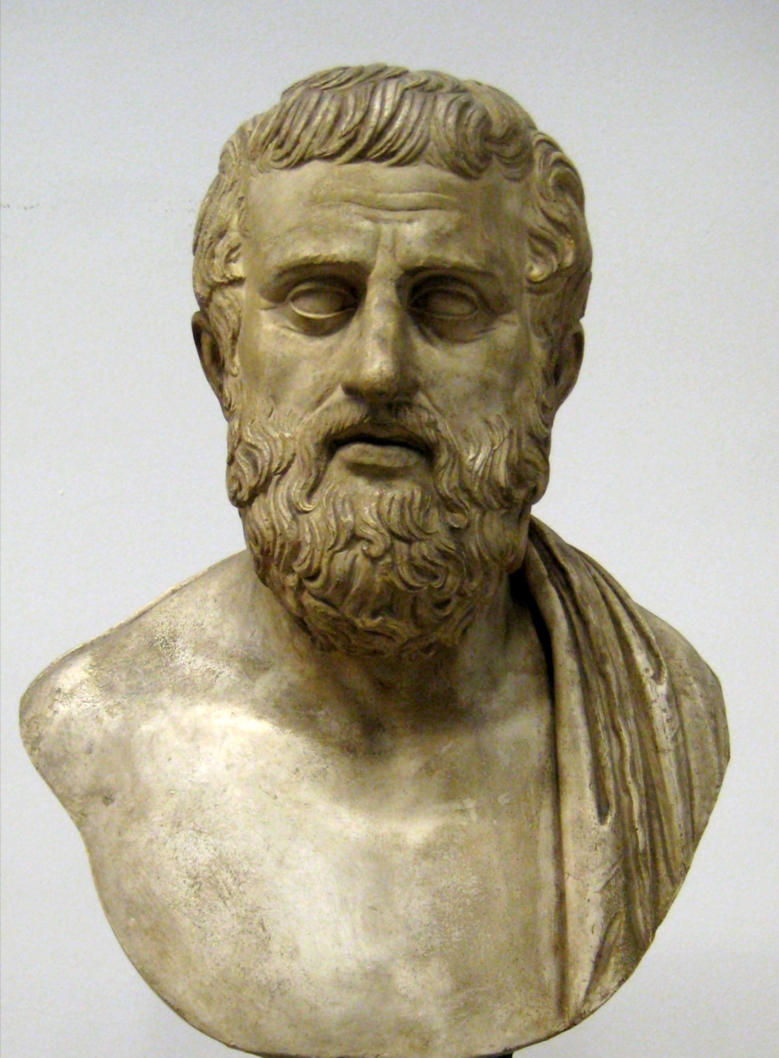
소포클레스

플루타르코스는 『키몬의 생애』에서 젊고 재능 있는 소포클레스가 유명하고 지금까지 적수가 없었던 아이스킬로스를 상대로 거둔 첫 승리를 이야기한다. 이 대회는 평소의 심판 제비뽑기 없이 이례적인 방식으로 끝났으며, 이는 아이스킬로스의 시칠리아 자발적 망명을 초래했다. 소포클레스는 많은 혁신을 도입하여 최소 20번의 승리를 거두었다. 그는 세 번째 배우를 도입하고 합창단원 수를 15명으로 늘렸으며, 또한 무대 장치와 장면의 사용을 도입했다.
아이스킬로스와 비교했을 때, 합창단은 줄거리 설명에서 덜 중요해졌고, 인물 개발과 갈등에 더 큰 비중이 주어졌다. 『콜로노스의 오이디푸스』에서 합창단은 "태어나지 않는 것이 최선이다"라고 반복한다. 영웅들의 삶을 압도하는 사건들은 어떤 식으로든 설명되거나 정당화되지 않으며, 여기에서 우리는 현대 세계에도 여전히 유효한 인간 조건에 대한 고통스러운 성찰의 시작을 본다.

### 에우리피데스의 사실주의

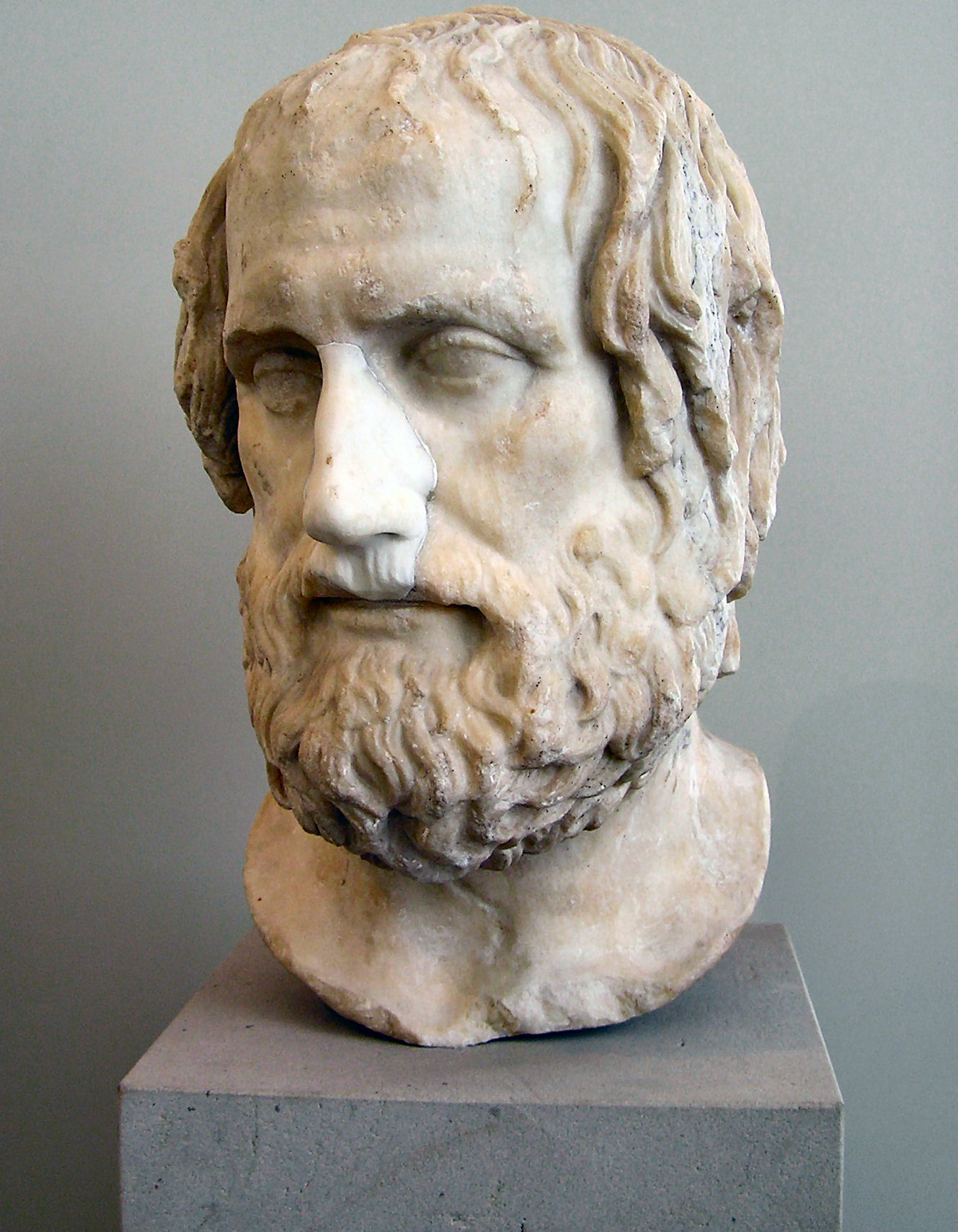
에우리피데스

에우리피데스의 비극을 다른 두 극작가의 비극과 구별하는 특징은 기술적 실험에 대한 탐구와 비극적 사건의 전개를 정교화하는 메커니즘으로서 감정에 대한 관심 증가이다.
에우리피데스가 비극에서 수행한 실험은 그의 연극을 특징짓는 세 가지 측면에서 주로 관찰할 수 있다: 그는 프롤로그를 관객에게 이야기의 배경을 알려주는 독백으로 바꾸었고, 데우스 엑스 마키나를 도입했으며, 등장인물들이 부르는 독창을 선호하여 극적인 관점에서 합창단의 중요성을 점진적으로 감소시켰다.
에우리피데스 비극의 또 다른 참신함은 극작가가 등장인물의 심리적 역동성을 묘사하는 사실주의에 있다. 그의 비극에 묘사된 영웅은 아이스킬로스와 소포클레스의 작품에서 나타나는 단호한 인물이 아니라, 종종 내면의 갈등으로 고통받는 불안정한 인물이다.
그는 안드로마케, 파이드라, 메데이아와 같은 여성 주인공들을 사용하여 이성적인 세계와 충돌하는 고통받는 감수성과 비합리적인 충동을 묘사한다.

## 구조
그리스 비극의 구조는 일련의 관습적 특징을 갖는다. 비극은 일반적으로 프롤로그(pro와 logos, "예비 연설"에서 유래)로 시작하는데, 하나 이상의 등장인물이 극을 소개하고 이어질 이야기의 배경을 설명한다. 프롤로그 다음에는 파로도스(등장인물/집단의 등장)(πάροδος)가 이어지고, 그 다음에는 세 개 이상의 에피소드(ἐπεισόδια, epeisodia)를 통해 이야기가 전개된다. 에피소드 사이에는 스타시마(στάσιμoν, stasimon), 즉 연극에서 전개되는 상황을 설명하거나 논평하는 합창 간주곡이 삽입된다. 에피소드에서는 일반적으로 등장인물과 합창단 사이에 상호작용이 있다. 비극은 엑소도스(ἔξοδος)로 끝나며 이야기가 마무리된다. 일부 연극은 이러한 전통적인 구조를 따르지 않는다. 예를 들어 아이스킬로스의 『페르시아인들』과 『테베를 공격하는 일곱 장수』는 프롤로그가 없다.

## 언어
사용되는 고대 그리스 방언은 개별 인물이 말하거나 낭송하는 부분에는 아티카 방언을, 합창단의 송가에는 문학적인 도리아 그리스어 방언을 사용한다. 운율의 경우, 대화 부분은 주로 이암(이암 삼보격)을 사용하는데, 이는 아리스토텔레스가 가장 자연스러운 것으로 묘사한 것이다. 반면 합창 부분은 다양한 운율에 의존한다. 아나페스트는 일반적으로 합창단이나 인물이 무대 위로 오르내릴 때 사용되었고, 서정적인 운율은 합창 송가에 사용되었다. 여기에는 다크틸로-에피트라이트와 다양한 아이올릭 운율이 포함되었으며, 때로는 이암 운율이 산재했다. 도크미아쿠스는 극심한 감정의 구절에서 자주 나타난다.

## 연극 이론 속 그리스 비극

### 미메시스와 카타르시스
이미 언급했듯이, 아리스토텔레스는 비극에 대한 첫 비평 연구인 『시학』을 썼다. 그는 비극의 기능을 설명하기 위해 미메시스(μίμησις, "모방")와 카타르시스(κάθαρσις, "정화")의 개념을 사용한다. 그는 다음과 같이 썼다: "따라서 비극은 고귀하고 완전한 행위의 모방(mimēsis)이며, [...] 연민과 두려움을 통해 감정의 정화를 이끌어낸다." 미메시스는 인간사의 모방을 의미하는 반면, 카타르시스는 관객의 어떤 정서적 정화를 의미한다. 그러나 "정서적 정화"(κάθαρσις των παθήματων)가 정확히 무엇을 의미하는지는 작품 전반에 걸쳐 불분명하게 남아 있다. 많은 학자들이 아리스토텔레스의 『시학』을 이해하는 데 필수적인 이 요소를 정의하려고 시도했지만, 그들은 이 주제에 대해 여전히 의견이 나뉜다.
예를 들어 그레고리는 "비극적 카타르시스와 연극에서 연민과 두려움이 본질적으로 즐거운 감정으로 변모하는 것 사이에 밀접한 관계"가 있다고 주장한다.
이러한 해석에서 카타르시스는 그러한 강렬하면서도 충족감 있게 통합된 경험에서 비롯되는 전반적인 윤리적 이점을 의미할 것이다. 사회생활에서 연민과 두려움을 동반하는 스트레스에서 벗어나 비극의 관객은 이 감정들이 방해받지 않고 흘러가도록 허용할 수 있으며, 이는 잘 구성된 연극의 풍부한 인간적 의미를 숙고하는 데 만족스럽게 조화를 이룬다. 이러한 종류의 카타르시스는 "정화" 또는 "순화" 중 어느 하나로도 환원될 수 없다.

리어는 "카타르시스의 가장 정교한 견해"로 "감정에 대한 교육을 제공한다"는 생각을 주장한다. "비극은 ... 우리가 연민이나 두려움을 느낄 적절한 대상을 제공한다."

### 세 가지 통일성
드라마의 세 가지 아리스토텔레스적 삼일치는 시간, 장소, 행동의 통일성이다. 아리스토텔레스는 행동의 통일성을 강조했지만, 드라마 예술의 엄격한 규칙으로서 세 가지 통일성이라는 개념은 르네상스 시대에 훨씬 나중에야 나타났다.
1. 행동의 통일성: 연극은 몇몇 부수적인 줄거리 없이 하나의 주요 행동을 따라야 한다.
2. 장소의 통일성: 연극은 단일한 물리적 공간을 다루어야 하며, 지리를 압축하려고 시도하거나 무대가 둘 이상의 장소를 나타내서는 안 된다.
3. 시간의 통일성: 연극의 행동은 24시간을 넘지 않아야 한다.

아리스토텔레스는 연극이 완전하고 온전해야 한다고 주장했다. 즉, 시작, 중간, 끝을 포함하는 통일성을 가져야 한다는 것이다. 그는 또한 서사시와 비극의 행동 길이가 다르다고 주장했는데, "비극에서는 태양의 한 바퀴 도는 시간 안에 모든 것이 일어나도록 최대한 노력하지만, 서사시는 시간에 제한이 없다."
이러한 통일성은 몇 세기 전까지 연극의 핵심 요소로 간주되었지만, 셰익스피어, 칼데론 데 라 바르카, 몰리에르와 같은 작가들에게는 항상 지켜진 것은 아니었다.

### 아폴론적인 것과 디오니소스적인 것: 니체적 분석
프리드리히 니체는 19세기 말 비극의 두 가지 주요 요소인 디오니소스적인 것(인물을 압도하는 열정)과 아폴론적인 것(연극적 광경의 순수하게 회화적인 이미지) 사이의 대조를 강조했다.
이와 대조되는 것은 네메시스(nemesis), 즉 인물의 몰락이나 죽음을 결정하는 신의 응징이다.

니체는 고대 그리스 문화에서 "조형 예술, 즉 아폴론적인 것과 비조형 예술인 음악, 즉 디오니소스적인 것 사이에 갈등이 있다"고 말한다. 
이 두 가지 충동은 서로 너무나 다르며, 대부분 공개적인 불화와 반목 속에서 나란히 나아가며, 언제나 새롭고 더욱 강력한 탄생을 자극하여, '예술'이라는 공통된 단어로 겉으로만 연결된 대립의 투쟁을 그들 자신 속에서 영속시킨다. 마침내, 헬레니즘 '의지'의 경이로운 행위에 의해 그들은 짝을 이루는 것처럼 보이며, 이 짝을 이룸으로써 마침내 아테네 비극을 탄생시키는데, 이는 디오니소스적인 만큼이나 아폴론적인 예술 작품이다.

## 대중 현상으로서의 비극

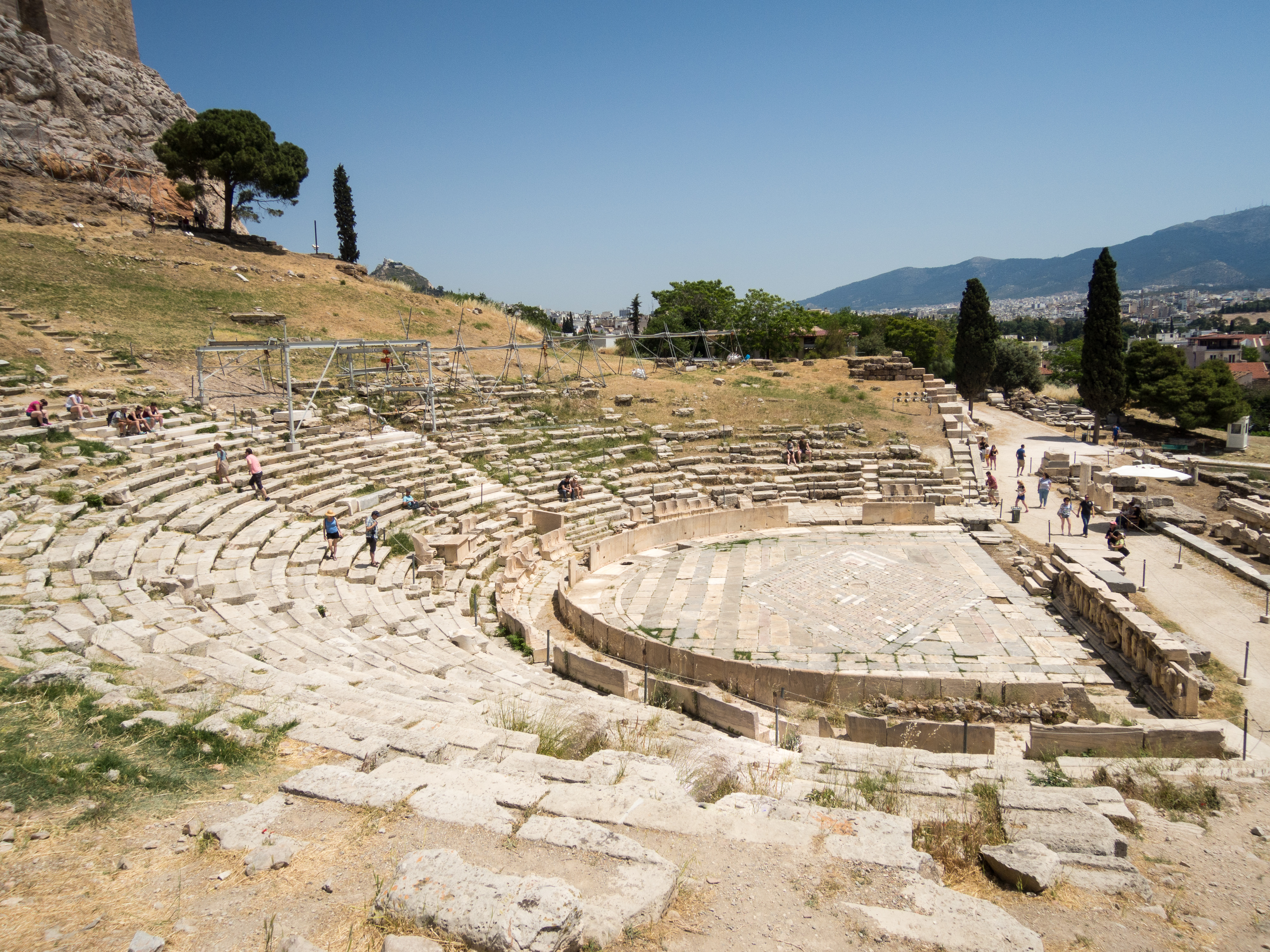
아테네의 디오니소스 극장

오늘날 우리가 이해하는 그리스 비극은 단순히 공연이 아니라, 폴리스의 집단적 의식에 가까웠다. 이는 신성하고 봉헌된 공간에서 이루어졌으며(극장의 중앙에는 신의 제단이 있었다).
기원전 5세기 후반의 그리스 드라마 공연 관객은 말굽 모양 경기장의 폐쇄된 끝부분과 여러 면에서 유사한 반원형의 굽은 좌석열인 테아트론(theatron) 또는 코일론(koilon)에 앉아 있었다. ... 그의 아래, 극장에서 가장 좋은 위치에는 공연 전체를 주재하는 디오니소스 신관의 왕좌가 있다. 테아트론은 규모가 컸다. 실제로 아테네의 디오니소스 극장 테아트론은 아크로폴리스 남쪽 경사면에 좌석이 계단식으로 늘어서 있었는데, 약 17,000명을 수용할 수 있었다.
관객은 그 앞에 오케스트라(orchestra)라고 불리는 평평한 원형 공간을 보게 되는데,
이는 문자 그대로 "춤추는 장소"를 의미한다. ... 오케스트라 중앙에는
제단이 서 있다. 드라마틱한 행동의 일부는 오케스트라에서 일어날 것이다.
뿐만 아니라 합창단이 자신들의 송가를 공연할 때 수행하는 기동과 춤 동작도 마찬가지이다. 테아트론의 좌우에는
파로도이(parodoi)가 있는데, 이는 관객이 극장에 들어오고
나가는 통로뿐만 아니라 배우와
합창단의 입장 및 퇴장 통로로도 사용된다. 원형 오케스트라 바로 뒤에는 스케네(skene) 또는 무대 건물이 있다. ... 대부분의 연극에서 스케네는 집, 궁전, 또는 신전의 정면을 나타낸다.
스케네에는 일반적으로 배우들의 추가적인 입장 및 퇴장 통로로 사용되는 세 개의 문이 있었다. 무대 건물 바로 앞에는 평평한
단이 있었는데, 기원전 5세기에는 아마도 오케스트라 바닥보다 단 한 계단 높았을 것이다. 이곳을 프로스케니온(proskenion) 또는 로게이온(logeion)이라고 불렀으며, 연극의 많은 드라마틱한 행동이 이곳에서 일어난다. 프로스케니온 양쪽에는 돌출된 두 개의 날개, 즉 파라스케니아(paraskenia)라고 불리는 부분이 있었다. 스케네는 처음에는 목조 구조였으므로
그 형태가 유연했으며, 아마도 자주 수정되었을 것이다.

연극은 아테네의 민주적, 정치적, 문화적 삶에서 나온 사상과 문제를 표현했다. 비극은 그리스 신화적 과거를 현재 아테네 사회의 깊은 문제에 대한 은유로 사용하거나 논할 수 있다. 그러한 연극에서 "시인은 5세기 사건이나 발전에 직접적으로 암시하지만, 이를 신화적 과거로 되돌려 놓는다. 이 범주에 아이스킬로스의 『페르시아인들』과 『오레스테이아』가 포함될 수 있다."
아이스킬로스의 비극 『페르시아인들』의 경우, 기원전 472년 살라미스 해전 8년 후 페르시아와의 전쟁이 여전히 진행 중이던 아테네에서 공연되었다. 이 작품은 살라미스 해전에서 페르시아 함대가 패배한 이야기와 전 페르시아 왕 다리우스 1세의 유령이 아들 크세르크세스 1세가 그리스에 전쟁을 일으켜 오만을 저질렀다고 비난하는 내용을 담고 있다.
"아테네의 모습이 아이스킬로스의 페르시아 거울에 비춰진다는 가능성은 시인이 왜 관객에게 페르시아인의 눈으로 살라미스를 보게 하고, 크세르크세스를 포함한 페르시아인들에게 큰 동정심을 불러일으키는지 설명해 줄 수 있다."

다른 비극들은 기원전 5세기 사건에 대한 언급이나 암시를 피하지만, "신화적 과거를 현재로 끌어들인다."
이 범주의 대부분의 연극은 에우리피데스의 작품이다. 5세기 아테네 수사학의 흔적, 정치 유형의 스케치, 아테네의 제도와 사회의 반영은 이 범주의 연극에 5세기 아테네의 독특한 풍미를 부여한다. 예를 들어, 에우리피데스의 『오레스테스』에서 정치적 파벌에 대한 강조는 기원전 408년의 아테네와 직접적으로 관련이 있다.
비극 공연은 3월 말 엘라페볼리온 달에 디오니소스 신을 기리며 열린 디오니소스제 축제 기간 동안 아테네에서 열렸다. 축제는 국가와 에포니모스 아르콘이 조직했으며, 에포니모스 아르콘은 가장 부유한 시민 세 명을 선정하여 연극 비용을 지불하게 했다. 아테네 민주주의에서는 부유한 시민들이 공공 서비스에 자금을 지원해야 했는데, 이를 리투르기아라고 했다.
디오니소스제 기간 동안, 에포니모스 아르콘이 선택한 세 편의 연극 사이에 경연이 열렸다. 이 절차는 임시 대본을 기반으로 했을 수 있으며, 각 대본은 세 편의 비극과 한 편의 사티로스극으로 구성된 사부작을 제출해야 했다. 각 사부작은 하루에 낭독되었으므로, 비극 낭독은 사흘 동안 지속되었다. 넷째 날은 다섯 편의 희극 상연에 할애되었다. 이 사흘이 끝난 후, 시민들 중에서 제비뽑기로 선정된 열 명의 심사위원단이 최고의 합창단, 최고의 배우, 최고의 작가를 선정했다. 공연이 끝난 후, 심사위원들은 자신이 선택한 이름이 새겨진 석판을 항아리 안에 넣었고, 그 후 다섯 개의 석판이 무작위로 선택되었다. 가장 많은 표를 받은 사람이 우승했다. 따라서 우승한 작가, 배우, 합창단은 순전히 제비뽑기로만 선택된 것이 아니라, 우연도 한몫했다.
그리스인들의 비극에 대한 열정은 압도적이었다. 비평가들은 아테네가 함대보다 연극에 더 많은 돈을 썼다고 말했다. 공연 비용이 민감한 문제가 되자, 입장료가 도입되었고, 축제 비용을 충당하기 위한 특별 기금인 테오리콘도 함께 마련되었다.

## 현존하는 비극
수많은 비극이 쓰인 것으로 알려져 있지만, 아이스킬로스, 소포클레스, 에우리피데스 단 세 명의 작가가 쓴 32편의 완전한 작품만이 현존한다. 300편 이상은 파편으로만 알려져 있다.

### 아이스킬로스
아이스킬로스의 작품은 비극과 사티로스극을 통틀어 79편이 알려져 있으며 (약 90편 중), 이 중 7편이 현존한다. 고대부터 전해지는 유일한 완전한 삼부작인 『오레스테이아』와 일부 파피루스 조각이 포함된다.
- 페르시아인들(Πέρσαι / Persai), 기원전 472년;
- 테베를 공격하는 일곱 장수(Ἑπτὰ ἐπὶ Θήβας / Hepta epi Thebas), 기원전 467년;
- 탄원하는 여인들(Ἱκέτιδες / Hiketides), 아마도 기원전 463년;
- 삼부작 오레스테이아(Ὀρέστεια / Oresteia), 기원전 458년, 다음으로 구성됨:
  - 아가멤논(Ἀγαμέμνων / Agamemnon);
  - 코에포로이(Χοηφόροι / Choephoroi);
  - 에우메니데스(Εὐμενίδες / Eumenides);
- 결박된 프로메테우스(Προμηθεὺς δεσμώτης / Prometheus desmotes)는 날짜가 불확실하며 일부 학자들은 위작으로 간주한다.[note 5]

### 소포클레스
비잔티움의 아리스토파네스에 따르면 소포클레스는 130편의 희곡을 썼는데, 그 중 17편은 위작이다. 『수다』 사전에는 123편이 기록되어 있다. 소포클레스의 모든 비극 중 온전하게 남아 있는 것은 단 7편뿐이다.
- 아이아스(Αἴας / Aias) 기원전 445년경;
- 안티고네(Ἀντιγόνη / Antigone), 기원전 442년;
- 트라키스 여인들(Tραχίνιαι / Trachiniai), 날짜 미상;
- 오이디푸스왕(Οἰδίπoυς τύραννoς / Oidipous Tyrannos) 기원전 430년경;
- 엘렉트라(Ἠλέκτρα / Elektra), 날짜 미상;
- 필록테테스(Φιλοκτήτης / Philoktētēs), 기원전 409년;
- 콜로노스의 오이디푸스(Oἰδίπoυς ἐπὶ Κολωνῷ / Oidipous epi Kolōnōi), 기원전 406년.

온전히 보존된 연극 외에도, 20세기 초 파피루스에서 이 작품의 4분의 3이 발견된 사티로스극 Ἰχνευταί 또는 추적자들의 많은 부분이 남아 있다.

### 에우리피데스
『수다』에 따르면 에우리피데스는 75편 또는 92편의 희곡을 썼는데, 그 중 18편의 비극과 유일하게 완전하게 현존하는 사티로스극인 『키클롭스』가 남아 있다.
그의 현존하는 작품은 다음과 같다.
- 알케스티스(Ἄλκηστις / Alkestis), 기원전 438년;
- 메데이아(Μήδεια / Medeia), 기원전 431년;
- 헤라클레이다이(Ἡρακλεῖδαι / Herakleìdai), 기원전 430년경;
- 히폴리토스(Ἱππόλυτος στεφανοφόρος / Ippolytos stephanoforos), 기원전 428년;
- 트로이아 여인들(Τρώαδες / Troades), 기원전 415년;
- 안드로마케(Ἀνδρομάχη / Andromache), 날짜 미상;
- 헤카베(Ἑκάβη / Hekabe), 기원전 423년;
- 탄원하는 여인들(Ἱκέτιδες / Hiketides), 기원전 414년;
- 이온(Ἴων / Ion);
- 타우리케의 이피게네이아(Ἰφιγένεια ἡ ἐν Ταύροις / Iphighèneia he en Taurois);
- 엘렉트라(Ἠλέκτρα / Elektra);
- 헬레네(Ἑλένη / Helene), 기원전 412년;
- 헤라클레스(Ἡρακλῆς μαινόμενος / Herakles mainomenos);
- 포이니케 여인들(Φοινίσσαι / Phoinissai) 기원전 408년경;
- 오레스테스(Ὀρέστης / Orestes), 기원전 408년;
- 아울리스의 이피게네이아(Ἰφιγένεια ἡ ἐν Αὐλίδι / Iphighèneia he en Aulìdi), 기원전 410년;
- 박코스 여신도들(Βάκχαι / Bakchai), 기원전 406년;
- 키클롭스(Κύκλωψ / Kuklops) (사티로스극);
- 레소스(Ῥῆσος / Resos) (아마도 위작).

## 파편화된 그리스 비극
완전한 형태로 남아 있는 작품은 32편에 불과하지만, 더 많은 작품들이 파편화된 형태로 전해진다. 예를 들어, 아이스킬로스는 최소 70편의 작품을 더 제작했지만, 이들은 파편으로만 존재한다.

## 그리스 비극의 데모스
그리스 비극에서 관객의 역할은 그 연극적 환상의 일부가 되어, 마치 자신들이 그 행위의 일부인 것처럼 참여하는 것이다. "그리스 비극의 데모스"라는 제목의 논문은 종종 에우리피데스의 작품을 다룬다. 그가 자신의 희곡을 통해 관객에게 말을 거는 방식은 보통 함축적이며 명확하게 드러나지 않는데, 이는 구성 중인 서사를 깨뜨릴 뿐만 아니라 관객의 불신을 억제하지 못할 것이기 때문이다. 이 논문은 종종 관객이 예상되는 데모스를 대표하는 것으로서 포함되며, 이는 보통 침묵하는 배우나 비극의 일부인 개인들이 관객과 함께 앉아 배우가 관객과 소통하도록 함으로써 이루어진다.
저자는 합창단의 역할을 더 탐구하면서 데모스의 관점에서 그것이 어떤 영향을 미쳤을지 살펴본다. 저자는 비극 합창단이 종종 특정 사회적 지위(나이, 성별, 국적, 계층 모두)를 가진 사람들로 구성되었다는 점을 지적한다. 성별 구분에 관해서는, 저자는 그리스 연극 전반에 여성 합창단이 존재했음에도 불구하고, 그들이 다른 노예나 외국인처럼 남성 그리스인들과 같은 지위를 가지지 못했음을 발견한다. 시민으로 간주되지 않는 사람들은 데모스를 대표하지 않았다. 저자는 아이스킬로스의 『테베를 공격하는 일곱 장수』에서 여성 합창단이 시민 사기에 좋지 않다고 비판받는 예를 제시한다.
저자는 남성으로 구성된 합창단이 "시민 내의 파벌"(p. 66)에 따라 이름이 지정되었다는 점을 추가로 언급한다. 예를 들어, 합창단이 아르고스 출신 소년들로 구성되었다면, 그들은 "아르고스 소년들"(p. 66)로 불렸을 것이다. 그러나 "배심원 서비스에 열광하는 노인들(말벌)"(p. 66)과 같이 성인 남성에게는 훨씬 더 명확한 구분이 이루어지는데, 이는 합창단이 배심원 서비스에 참여하는 나이든 남성들로만 구성되어 있음을 나타내며, 이는 시민으로서의 그들의 역할을 더욱 분명히 한다. 시민 합창단은 지위로 구별될 뿐만 아니라 데모스의 하위 집합으로 간주되었다.

## 공연으로서의 비극

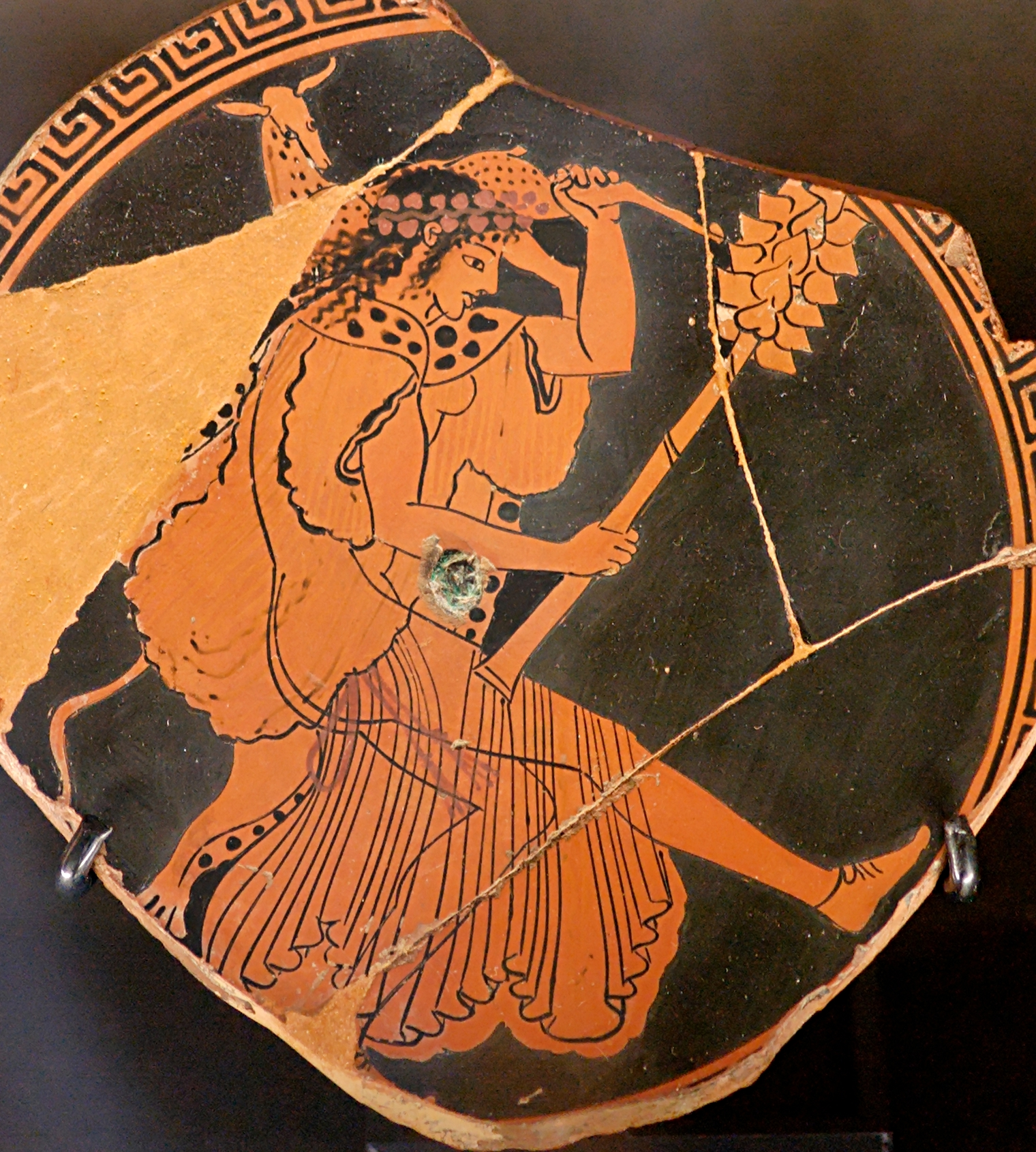
마이나스, 아티카 적회식 잔 조각, 기원전 480년경.

그리스 비극은 종종 드라마, 상세한 사건, 공연, 심지어 내재된 주제를 전달하는 것으로 평가하려고 할 때 혼란스러워질 수 있다. 마리오 프렌도의 논문은 후자를 공연 현상으로, 즉 연극의 의미가 실제로 전달되는 내용과 분리되는 현상으로 보고 있으며, 맥락(예: 공연 관습, 역사적 사실 등)을 통해 그리스 비극에 접근하려는 시도는 아니다. 연극의 구성과 형태와 관련하여 고대를 현대적 관점에서 접근하는 것은 고전 그리스 사회에 대한 이해를 방해한다.
그리스 비극의 기원은 대부분 대본보다는 노래나 연설에 기반을 두었다. 이런 식으로 프렌도는 비극이 본질적으로 공연적이었다고 말한다. 프렌도는 그리스 비극에 대한 이전 연구를 바탕으로 자신의 주장을 더욱 발전시킨다. 그는 연극의 음악적이고 종종 노래하는 듯한 특성에 대해 자세히 설명하고, 구전 전통을 이러한 연극 구성의 배경으로 간주한다(예: 구전 전통이 그리스 비극 창작 과정에서 역할을 할 수 있다). 프렌도는 비극의 경험이 연극 공연을 필요로 하며, 그런 의미에서 비극이 문학에서 분리된다는 개념을 제시한다. 그는 비극을 전(前)드라마로 보아야 하며, 르네상스 시대에 우리가 보았던 "드라마"에 대한 보다 현대적인 상상과 일치하지 않는다고 더 나아가 주장한다.
대화 기반 상호작용이 결국 발전된 후, 합창단이 읽는 대본의 비율은 연극 참여와 관련하여 감소하는 경향을 보였다. 따라서 저자는 이것이 그리스 비극의 공연적 특성을 보여줄 뿐만 아니라, 대화 기반 전략이 사용되었을 가능성을 제시한다고 결론짓는다.

## 데우스 엑스 마키나
토마스 던컨의 논문은 특히 데우스 엑스 마키나의 사용을 통해 극적 기법이 비극의 영향과 중요하거나 필수적인 결과 전달에 미치는 영향을 논한다. 이는 예기치 않은 인물의 등장이나 신의 개입을 통해 행동이 중단되고, 본질적으로 연극의 결말을 가져오는 기법이다. 그러한 예시 중 하나는 에우리피데스의 희곡 『히폴리토스』에서 볼 수 있다. 이 연극에서 히폴리토스는 그의 계모 파이드라 왕비의 강간 및 그에 따른 자살 혐의로 아버지 테세우스에게 저주를 받아 비극적인 죽음을 맞는다. 그러나 파이드라 왕비는 히폴리토스에 대한 원치 않는 욕망(여신 아프로디테가 조장함) 때문에 자살하고, 자신의 죽음을 히폴리토스 탓으로 돌린다.
히폴리토스의 죽음은 아프로디테 신에 의해 야기된다. 아프로디테가 히폴리토스와 그의 아르테미스에 대한 끝없는 헌신을 미워하는 것은, 히폴리토스가 아프로디테를 경멸하거나 부인했기 때문이다. 다시 말해, 히폴리토스가 순결을 상징하는 여신 아르테미스에게 자신을 바치기로 선택했기 때문에, 그는 어떤 이유에서인지 다른 여신 아프로디테의 신성한 영역인 욕망, 즉 순결의 정반대를 부정하기로 결정한다. 이 연극은 신의 개입이 연극의 주요 주제인 복수를 어떻게 시작시키고, 그것이 왕실의 몰락으로 이어지는지를 보여준다. 그러나 연극의 끝에 아르테미스가 개입하여 테세우스 왕에게 그가 아들을 저주하여 죽였으며, 아프로디테의 농간에 희생되었다고 말할 때가 되어서야 비로소 테세우스는 자신의 실수를 깨닫는다.
이러한 신의 개입 없이는 테세우스는 자신의 실수를 깨닫지 못했을 것이고 히폴리토스도 저주를 받지 않았을 것이다. 신의 개입 없이는 일어난 사건들이 동료 인간에게서 나왔다면 관객에게 특정 진실을 드러내는 데 그만큼 효과적이지 않았을 것이다. 이런 방식으로 이러한 기법은 그리스 비극의 메커니즘과 비극 작가가 자신의 연극을 단순한 이야기나 상세한 사건 이상으로 전달하는 능력에 필수적이다.

## 인물 동일시
인물 동일시는 아이스킬로스의 많은 희곡, 예를 들어 『결박된 프로메테우스』에서 볼 수 있다. 이 희곡에서 선견지명과 불을 발명하는 티탄 신 프로메테우스는 헤파이스토스에게서 발명하는 불을 훔쳐 인류에게 주었다. 이로써 인류에게 예술에 대한 지식을 부여하여 신들을 분노하게 했다. 이 그리스 비극의 저변에 깔린 생각은 프로메테우스가 제우스에게 인류에게 신의 지식을 준 죄뿐만 아니라, 그렇게 함으로써 인류가 어떤 식으로든 프로메테우스를 정의의 옹호자로 찬양하고 제우스를 폭군으로만 보게 될 것이라고 믿었기 때문에 벌을 받는다는 것이다. 이를 통해 저자는 아이스킬로스의 희곡이 인물 동일시라는 개념과 어떻게 관련되는지 지적하는데, 이는 이기적인 의도에서 행동하는 것이 아니라 여러 면에서 인류의 개선을 위해 기꺼이 벌을 받으려 했던 존재를 묘사하기 때문이다.

## 젠더와 비극
모든 배우와 합창단은 남성이었지만, 여성 주인공과 합창단은 비극(특히 에우리피데스 작품)에서 흔했다. 일반적으로 비극은 젠더 역학을 다루며, 여성스러운 남성과 남성스러운 여성을 묘사했다. 이것은 이 장르의 특징이 될 정도로 흔했다. 그러나 비극의 여성 인물들은 매우 모호하여, 종종 가정과 도시 내에서 무질서와 파괴를 구현한다. 메데이아와 클리템네스트라 같은 인물들은 대담하고 집 밖에서 말하기를 좋아했던 반면, 이상적인 아테네 여성은 훨씬 더 온순하고 사적이었다. 실제로 아리스토파네스는 『테스모포리아제』에서 에우리피데스의 '여성 혐오적' 여성 묘사를 풍자했는데, 이는 비극의 대담한 여성들이 반드시 칭찬받을 만한 것으로 여겨지지 않았음을 나타낸다.

## 내용주
1. ↑  그러나 사티로스극의 기능에 대해서는 몇 가지 논의가 존재한다. 다음을 참조: Griffith (2002).
2. ↑  예외는 결박된 프로메테우스인데, 여기서는 제우스가 폭군적인 태도를 보인다.
3. ↑  디오니소스제는 아테네 주변 국가에서 겨울에 열리는 소규모 연극과 구별하기 위해 대디오니소스제라고도 불렸다.
4. ↑  펠로폰네소스 전쟁 중에는 코미디 수가 세 편으로 줄어들었으며, 테트랄로지(4부작)가 끝날 때마다 하루에 한 번씩 공연되었다. 아테네인들이 당시 재정 상황 때문에 이러한 결정을 내렸다는 주장이 제기되었다.
5. ↑  제우스에 대한 공격의 존재는 아이스킬로스의 『결박된 프로메테우스』의 저작권에 의문을 제기한다.
6. ↑  일부 학자들은 아리스토파네스의 17이 7의 오기라고 가정하여 두 자료를 동일시한다. cf. Rossi & Nicolai 2006, p 93.

## 참고 문헌
- Albini, U. (1999) Nel nome di Dioniso. Il grande teatro classico rivisitato con occhio contemporaneo (Milan: Garzanti) ISBN 88-11-67420-4.
- Beye, C.R. La tragedia greca: Guida storica e critica (Rome: Laterza)  ISBN 88-420-3206-9.
- Brunet, P. (1997) Break of de la littérature dans la Grèce ancienne (Paris: Le Livre de Poche).
- Easterling e.a. (eds.) (1989) The Cambridge History of Classical Literature Vol. 1 Pt. 2: Greek Drama (Cambridge: Cambridge University Press).
- Gregory, J. (2005). 《A Companion to Greek Tragedy》. Oxford: Blackwell Publishing.
- Griffith, M. (2002) ‘Slaves of Dionysos: satyrs, audience, and the ends of the Oresteia' in: Classical Antiquity 21: 195–258.
- Harvey, A. E. (1955) "The Classification of Greek Lyric Poetry" in: Classical Quarterly 5.
- Lear, J. (1992) 'Katharsis' in: A.O. Rorty (ed.) Essays on Aristotle's Poetics (Princeton: Princeton University Press).
- Ley, G. (2015) 'Acting Greek Tragedy' (Exeter: University of Exeter Press).
- Nietzsche, F. (1962) 'La nascita della tragedia' in: Opere scelte L. Scalero (trans.) (Milan: Longanesi).
- Privitera, G.A & Pretagostini, R. (1997) Storia e forme della letteratura greca. Età arcaica ed età classica (Einaudi Scuola: Milan) ISBN 88-286-0352-6.
- Rossi, L.E.; Nicolai, R. (2006). 《Corso integrato di letteratura greca. L'età classica》. Grassina: Le Monnier. ISBN 978-88-00-20328-9.
- Sinisi, S. & Innamorati, I. (2003) Storia del teatro: lo spazio scenico dai greci alle avanguardie storiche (Bruno Mondadori: Milan).

## 더 읽어보기
- Hall, Edith (2010). 《Greek Tragedy: Suffering Under the Sun》. Oxford, UK: Oxford University Press. ISBN 978-0199232512. 더 읽어보기 섹션에는 현존하는 모든 고대 그리스 비극에 대한 광범위한 주석과 해석이 포함되어 있다.
- 길버트 노우드 (1920), Greek tragedy, Methuen & Co. Ltd.